# Nicolas Bailly
Nicolas Bailly (Parigi, 3 maggio 1659 – Parigi, 13 novembre 1736) è stato un pittore francese, Garde des Tableaux de la Couronne al Louvre.

## Vita
Nicolas Bailly fu un pittore miniaturista e aquafortista.
Il 2 giugno 1693, il Re concesse «a Nicolas Bailly, pittore miniaturista», in considerazione «dell'esperienza che egli ha acquisito (sic) in questa professione» e visto «che merita l'onore di stare con altri artisti di fama nella galleria del Louvre», l'alloggio presso il Louvre che aveva già occupato il padre, Jacques Bailly. La madre, infatti, aveva occupato tale alloggio fino alla morte nel 1693 di Jacques. Nicolas Bailly l'ottene a partire da questa data.
Fu infine nominato, nel 1699, Garde des Tableaux de la Couronne, ovvero custode dei dipinti del re. Sposò Louise le Peintre, dalla quale ebbe Jacques, anch'egli successivamente garde des tableaux de la Couronne, Marguerite-Thérèse (moglie dello scultore Jacques Bousseau) e Suzanne.
Fu il nonno paterno, per via del figlio Jacques, dell'astronomo, accademico e politico rivoluzionario francese Jean Sylvain Bailly.

## Pubblicazioni
- Inventaire des tableaux du roy rédigé en 1709 et 1710 par Nicolas Bailly publié pour la première fois avec des additions et des notes par Fernand Engerand, Ernest Leroux, Paris, 1899 (Testo online)
- Livre de diverses vues des Environs de Paris et d'autres endroits présenté à S. A. S. Monseigneur le Duc d'Anguien